# Morki
Morki (oroszul: Морки) városi jellegű település Oroszországban, Mariföldön, a Morki járás székhelye.
Mariföld keleti részén, Joskar-Olától 73 km-re, országúton 92 km-re délkeletre fekszik.
Lakossága: 9914 fő (a 2010. évi népszámláláskor).

## Története
A település alapítási évének 1678-at tartják, bár 1752-ben már épült ott fatemplom egy magaslati ponton. A falu a Kazany–Urzsum közötti kereskedelmi útvonalon helyezkedett el, kovácsműhelye, vízimalma volt. Kőből épült templomát 1819-ben emelték, a szovjet időszakban bezárták és sokáig mozinak használták. 1992-ben a templomot visszaadták a hívőknek és felújítása után, 1996-ban szentelték fel.
1924-ben a Morki kanton székhelye. 1969-ben kapott városi jellegű település rangot. Kultúrháza 1977-ben épült, a helyi múzeumot 1994-n nyitották meg. 2009 elején a településen kb. 1200 magánkézben lévő ház volt, ezek 70%-a faház. A beton- vagy téglaépítésű házakban gázfűtés van.

## Kultúra
2013-ban Morkiban tartották a mari irodalom megteremtőjének tartott Sz. G. Csavajn születésének 125. évfordulója alkalmából rendezett ünnepséget és nemzetközi tudományos konferenciát.
A járási múzeumot («Моркинский районный музей», «Морко районысо топшер») 2012-ben alapították a járás falvaiban régóta működött múzeumok összevonásával. A járási múzeum részlegei (filiálék):
- a M. N. Jantemirról elnevezett irodalmi és néprajzi múzeum (Morki)
- a Sz. G. Csavajnról elnevezett irodalmi és néprajzi komplexum (Csavajn szülőfaluja: Csavajnur, Чавайнур)
- a N. I. Kazakovról elnevezett irodalmi és helytörténeti múzeum (Kutyuk falu, Кутюк)
- a N. Sz. Muhin emlékmúzeum (Olikjal falu, Олыкъял)